# Eudasyphora zimini
Eudasyphora zimini är en tvåvingeart som först beskrevs av Willi Hennig 1963.  Eudasyphora zimini ingår i släktet Eudasyphora och familjen husflugor. Arten är reproducerande i Sverige. Inga underarter finns listade i Catalogue of Life.